# 沙泰勒吉永
沙泰勒吉永（法語：Châtel-Guyon，法語發音：[ʃatɛl ɡɥijɔ̃]）是法国多姆山省的一个市镇，位于该省北部，属于里永区。

## 地理
沙泰勒吉永（45°55'21"N, 3°3'51"E）面积14.06 平方千米，位于法国奥弗涅-罗讷-阿尔卑斯大区多姆山省，该省份为法国中南部省份，北起阿列省接壤，东临卢瓦尔省，南至上盧瓦爾省和康塔爾省，西接科雷兹省和克勒兹省。
与沙泰勒吉永接壤的市镇（或旧市镇、城区）包括：普龙普萨、沙博尼耶尔-莱瓦雷讷、昂瓦勒、卢贝拉、里永、里永附近圣博内、伊萨克拉图雷特。

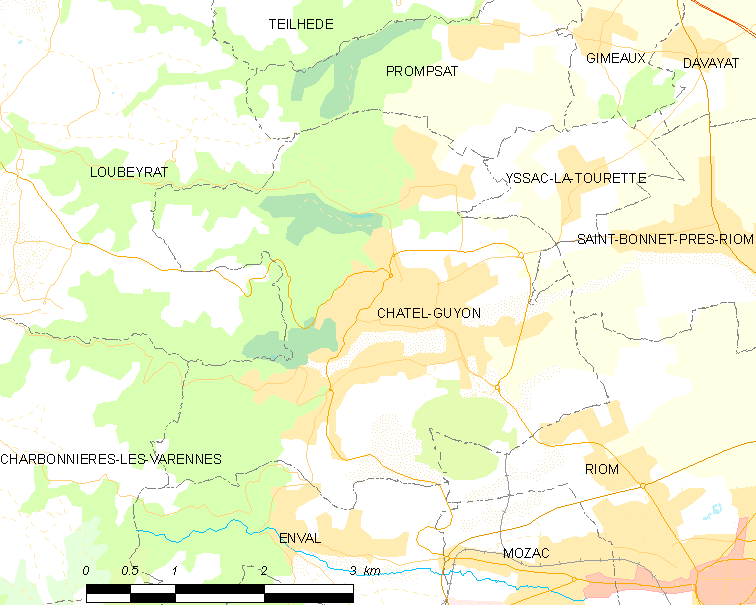
沙泰勒吉永的OSM定位图

沙泰勒吉永的时区为UTC+01:00、UTC+02:00（夏令时）。

## 行政
沙泰勒吉永的邮政编码为63140，INSEE市镇编码为63103。

## 政治
沙泰勒吉永所属的省级选区为沙泰勒吉永县。

## 人口

1962-2008年间沙泰勒吉永人口变化图示

沙泰勒吉永于2022年1月1日时的人口数量为6294人。